# Polidectes de Esparta
Polidectes foi rei da cidade-Estado grega de Esparta de 830 a.C. até 800 a.C. ano da sua morte. Pertenceu à Dinastia Euripôntida.
Ele sucedeu a seu pai Êunomo, e foi sucedido por seu filho Carilau, ou por seu irmão Licurgo, que reinou até Carilau nascer, quando Licurgo se tornou regente. Durante o seu reino, assim como durante o reinado do seu pai, Esparta viveu em paz.
Polidectes era filho da primeira esposa de Êunomo, e Licurgo, seu irmão mais novo, era filho da segunda esposa de Êunomo, Dionassa. O poeta Simonides, porém, colocava Licurgo uma geração antes: Licurgo seria filho de Prítanis, o pai de Êunomo.
Polidectes herdou o reino em um tempo de falta de lei e confusão em Esparta; seu pai, ao tentar separar um distúrbio civil, foi esfaqueado até a morte com uma faca de açougueiro. Polidectes se tornou rei, mas morreu logo depois do seu pai.
Polidectes morreu quando sua esposa estava grávida, e foi sucedido por seu irmão mais novo Licurgo. Licurgo declarou que reinaria apenas até o nascimento do bebê, e, se ele fosse menino, ele seria o rei, e ele se tornaria guardião.
A esposa de Polidectes, porém, propôs a Licurgo eliminar o bebe, com a condição de que Licurgo se casaria com ela em seguida; Licurgo, que detestava a mulher, fingiu aceitar, mas pediu que ela não usasse drogas abortivas, para não causar mal à sua saúde, mas esperasse o nascimento da criança que ele mesmo se livraria dela. Licurgo deu ordens aos seus homens que, assim que nascesse o bebê, se ele fosse menina, fosse deixado com a mãe, mas, se fosse menino, fosse levado à sua presença. Quando o bebê foi-lhe entregue, durante uma refeição com os magistrados de Esparta, Licurgo ergueu o bebê, declarando "Um rei nasceu para vocês, homens de Esparta!" e chamou-o de "Carilau" (em grego: Χαρίλαος), significando "Alegria do Povo".
Licurgo, porém, foi alvo de inveja, especialmente dos amigos e parentes da rainha-mãe; Leônidas, irmão da rainha-mãe, disse que sabia que Licurgo se tornaria rei, semeando a suspeita de que, se alguma coisa acontecesse com o rei, Licurgo seria o responsável.
Temendo ser acusado de plotar contra o sobrinho, Licurgo fugiu para Creta, voltando quando Carilau já estava governando; neste momento ele trouxe as leis da nova constituição de Esparta.